# Edgar Degas

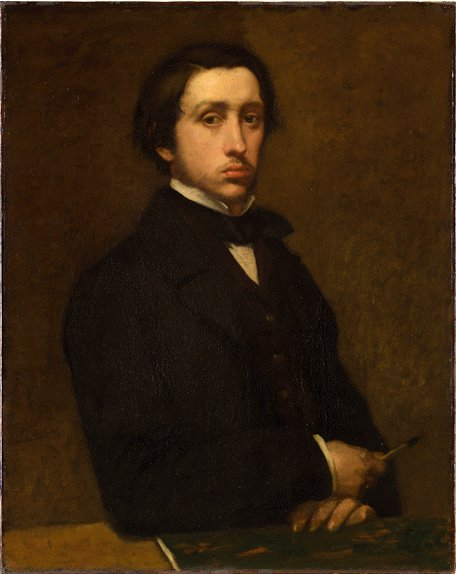
Selbstporträt mit Bleistifthalter (ca. 1855), Öl auf Leinwand, 81 × 64,5 cm

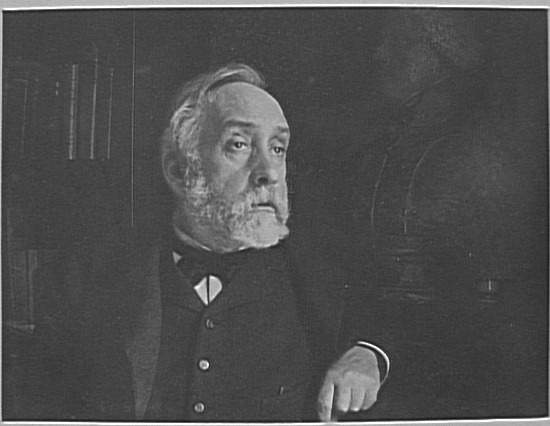
Selbstporträt (1895), Fotografie

Edgar Degas, bürgerlich Hilaire Germain Edgar de Gas (* 19. Juli 1834 in Paris; † 27. September 1917 ebenda), war ein französischer Maler und Bildhauer. Er wird häufig zu den Impressionisten gezählt, mit denen er gemeinsam ausstellte. Seine Gemälde unterscheiden sich jedoch von denen des Impressionismus unter anderem durch die exakte Linienführung und die klar strukturierte Bildkomposition. Einerseits schuf Degas zahlreiche Porträts, andererseits konzentrierte er sich auf einige wenige Bildthemen, die er immer wieder variierte: das Ballett, Jockeys und Pferde, das Pariser Nachtleben sowie Frauen bei der Körperpflege. Er widmete sich der Ölmalerei und grafischen Techniken ebenso wie der Pastellmalerei, in der er es zu außergewöhnlicher Meisterschaft brachte. Seine Plastiken zeigen eine neue Auffassung von Skulptur.

## Leben

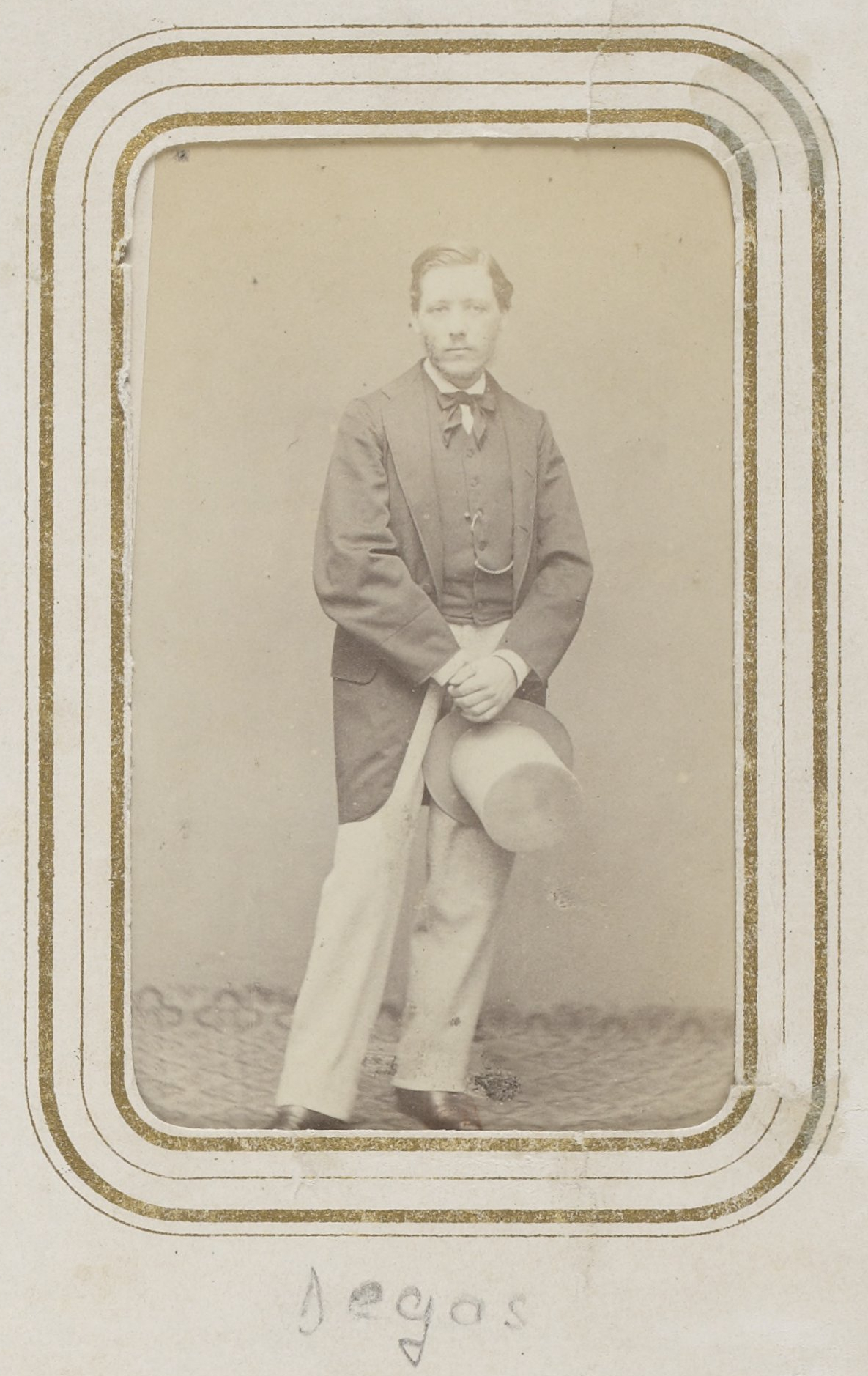
Edgar Degas

Edgar Degas (wozu er seinen Namen später ‚verbürgerlichen‘ sollte) wurde am 19. Juli 1834 als erstes der fünf Kinder von Auguste de Gas (um 1795–1874) und dessen Frau Célestine Musson (1815–1847) in Paris geboren. Der Vater, ein gebürtiger Neapolitaner, leitete die Pariser Niederlassung der familieneigenen Bank in Neapel. Die Mutter war kreolischer Abstammung und kam aus New Orleans; sie starb, als der Sohn 13 Jahre alt war. Degas wuchs in einem großbürgerlichen, den Künsten aufgeschlossenen Umfeld auf. Nach dem Besuch des Collège Louis-Le-Grand begann er auf Wunsch des Vaters ein Jura-Studium, das er jedoch schon bald wieder aufgab, um die Künstlerlaufbahn einzuschlagen. Der Vater unterstützte ihn dabei unter anderem, indem er ihm ein geeignetes Atelier zur Verfügung stellte. Ab 1853 nahm Degas Unterricht bei dem Ingres-Schüler Louis Lamothe. 1855 besuchte er für kurze Zeit die École des Beaux-Arts. Danach zog er es vor, seine künstlerische Ausbildung auf eigene Faust weiterzuführen. In den Pariser Museen zeichnete er nach antiken Reliefs sowie nach den Vorlagen alter Meister.

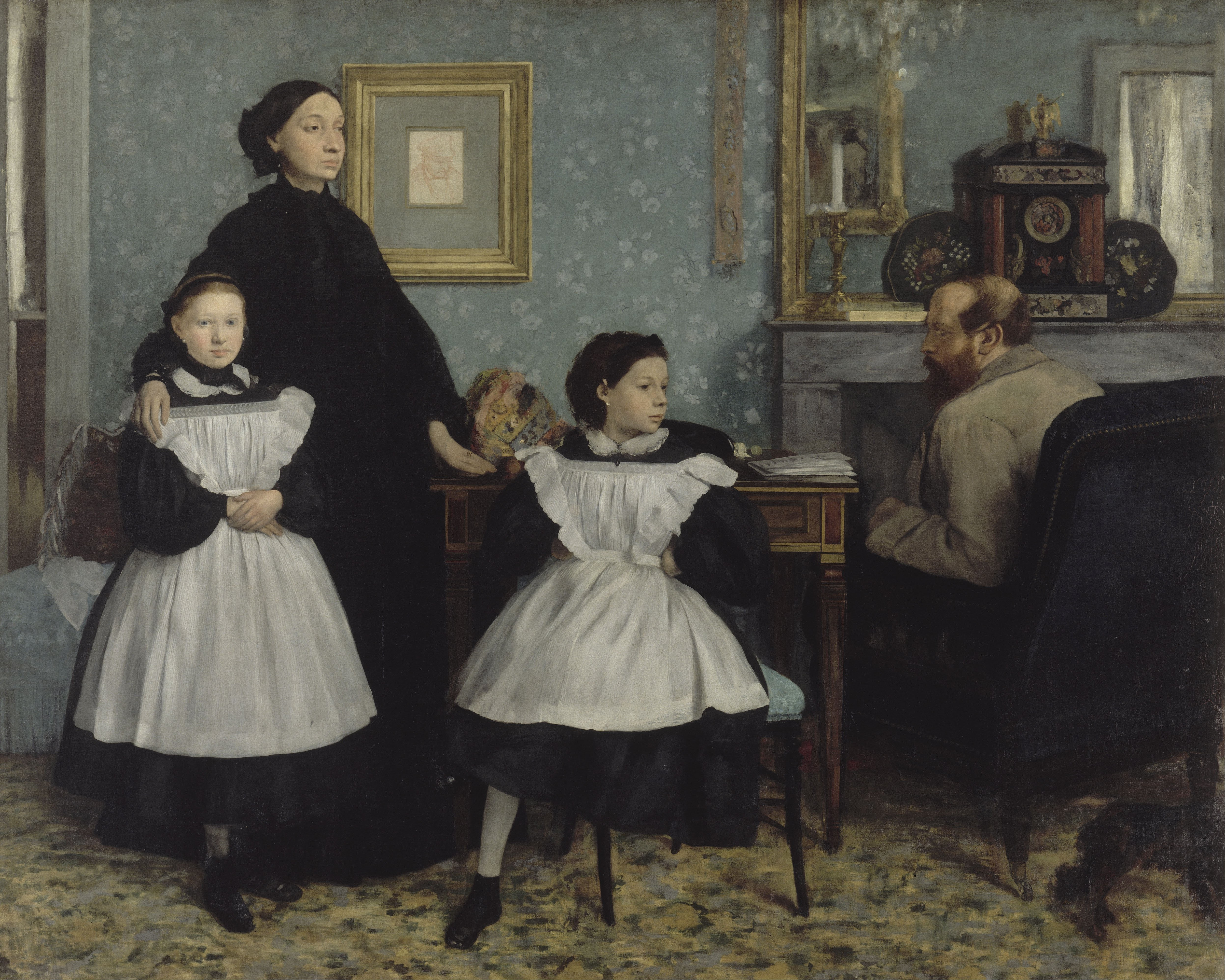
Die Familie Bellelli (1858–1867), Öl auf Leinwand, 200 × 250 cm

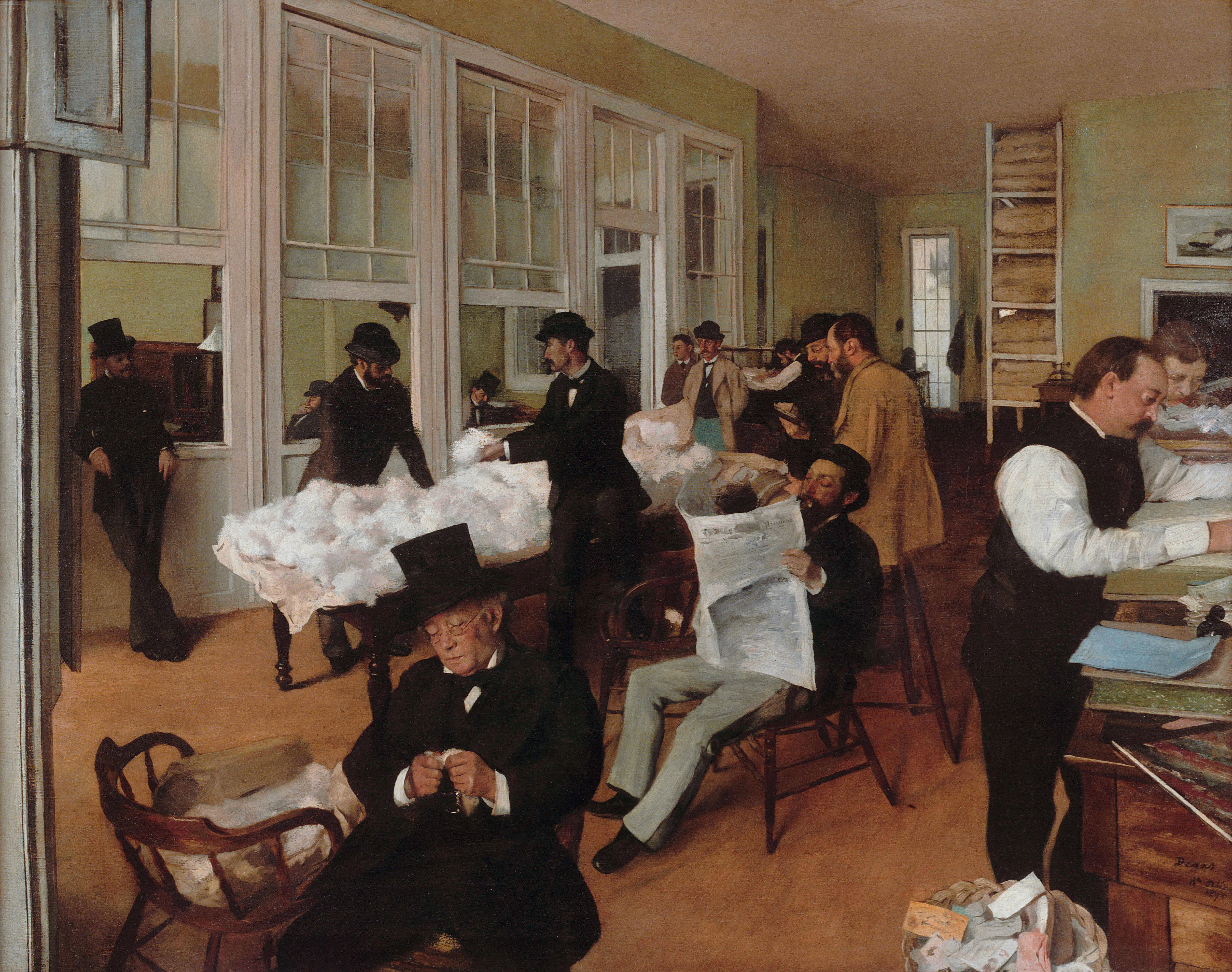
Das Baumwollkontor in New Orleans (1873), Öl auf Leinwand, 73 × 92 cm

1856 brach Degas zu der für bildende Künstler damals üblichen Studienreise nach Italien auf. Er besuchte zunächst die Verwandten in Neapel und verbrachte darauf rund eineinhalb Jahre in Rom, wo er eifrig zeichnete. Im Juli 1858 setzte er seine Reise fort nach Florenz; hier wohnte er wiederum bei Verwandten, der Familie Bellelli. Er fertigte von den Angehörigen zahlreiche Studien an, die als Grundlage für ein geplantes Gruppenbild dienen sollten.
Im April 1859 kehrte Degas nach Paris zurück. Er hielt nun seine Studienzeit für abgeschlossen und sich selbst für fähig, anspruchsvollere Projekte zu meistern. Mit dem großformatigen Gruppenporträt Die Familie Bellelli stellte er sein Können unter Beweis. Wenn der junge Künstler sich auch in erster Linie als Porträtist verstand, hielt er es doch für unerlässlich, sich auch auf dem Gebiet der Historienmalerei zu bewähren, die in der damaligen Hierarchie der Bildgattungen an erster Stelle stand. Bis 1865 schuf er fünf Historiengemälde; eins davon, die Mittelalterliche Kampfszene, stellte er 1865 im Salon aus, wo es bei Publikum und Kritik wenig Resonanz fand. Dies sowie die Zweifel, die ihm zuvor schon am Wert der Historienmalerei gekommen waren, veranlassten ihn, sich fortan ganz auf Themen des zeitgenössischen Pariser Lebens zu konzentrieren. Hilfreich war ihm dabei der erfahrenere Kollege Édouard Manet, den er bereits Jahre zuvor beim gemeinsamen Kopieren im Louvre kennengelernt hatte. Darüber hinaus kam er in Kontakt mit weiteren modernen Künstlern und Schriftstellern wie Paul Cézanne, Pierre-Auguste Renoir und Émile Zola. Von Bedeutung für seine weitere künstlerische Entwicklung wurde vor allem die Bekanntschaft mit dem Schriftsteller und Kunstkritiker Edmond Duranty. Von 1866 bis 1870 stellte er weiterhin alljährlich im Salon aus. Von 1865 bis 1869 hatte er eine enge Beziehung zu dem Malermodell Emma Dobigny.
Während des Deutsch-Französischen Krieges von 1870/71 diente Degas als Artillerist in Paris; aus dieser Zeit sind die ersten Klagen über sein Augenleiden überliefert. Die Wochen der blutigen Pariser Kommune verbrachte er bei Freunden auf dem Land.
1872/73 reiste der Maler nach New Orleans, wo seine zahlreichen Verwandten mütterlicherseits lebten. Auch zwei Brüder hatten sich mittlerweile dort niedergelassen; Mitglieder der Familie waren im Baumwollgeschäft tätig. Während des fünfmonatigen Aufenthalts entstand eine Reihe von Porträts der Angehörigen, darunter das Gemälde Das Baumwollkontor in New Orleans. Im nächsten Jahr starb der Vater. In der Folge wurde offenbar, dass die Pariser Bank nur durch Kredite über Wasser gehalten worden war und zudem Degas’ Bruder René hohe Geschäftsschulden aufgehäuft hatte. Die Bank wurde zwei Jahre später liquidiert, und Degas fühlte sich verpflichtet, für die Schulden des Bruders aufzukommen. Er musste dafür Teile seiner Kunstsammlung verkaufen und seinen Lebensstil einschränken. Seine finanzielle Situation verbesserte sich jedoch in späteren Jahren wieder deutlich, da seine Werke immense Preissteigerungen verzeichneten. Dies war auch auf die Förderung durch seinen Kunsthändler Paul Durand-Ruel zurückzuführen.
1874 organisierte Degas gemeinsam mit einer Gruppe fortschrittlicher Künstler die erste Gruppenausstellung der Impressionisten. Sie wurden in der Absicht ins Leben gerufen, das Ausstellungs-Monopol des etablierten „Salon“ zu brechen. Degas nahm mit einer Ausnahme an allen acht Ausstellungen, die bis 1886 stattfanden, teil. Dabei machte er sich um die Vorbereitung und Organisation verdient, verursachte aber andererseits mit seiner Kompromisslosigkeit und seinem mangelnden Verständnis für die Belange der übrigen Teilnehmer vielerlei Spannungen und Streitereien.
In den 1890er Jahren entwickelte sich Degas zu einem begeisterten Fotografen; vorzugsweise porträtierte er Menschen aus seinem Umfeld. Die Ergebnisse stellte er 1895 aus.
Degas blieb unverheiratet. Über Beziehungen zu Frauen ist nichts bekannt, was den Zeitgenossen zu mancherlei Gerüchten Anlass gab. In seinen späteren Jahren bewirkte seine oft schroffe und boshafte Art, verbunden mit eigener Empfindlichkeit, dass sich Bekannte von ihm abwandten. Degas war ein heftiger Antisemit. In der Dreyfus-Affäre, die ab 1894 die Nation polarisierte, nahm er Partei gegen den beschuldigten jüdischen Offizier, was ihn viele Freundschaften kostete, darunter die zu dem Malerkollegen Camille Pissarro. Auch veranlassten ihn die Geschehnisse um die Affäre, mit besonders engen Freunden, einer Familie jüdischer Herkunft, zu brechen. Er schloss neue Freundschaften mit Malerkollegen und ihren Familien wie Georges Jeanniot und Louis Braquaval. Braquaval lernte er etwa 1896 in Saint-Valery-sur-Somme kennen, wo Degas auch noch einige späte Landschaftsbilder in Öl malte.
Die Sehkraft des Malers ließ mit den Jahren immer mehr nach. Deshalb war er schließlich gezwungen, die Ölmalerei einzustellen. Gegen 1908 fertigte Degas seine letzten Pastelle und Zeichnungen an, beschäftigte sich jedoch noch einige Zeit mit Skulpturen. Seine letzten Lebensjahre verbrachte er, vereinsamt und fast blind, in der Obhut einer Nichte. Edgar Degas starb am 27. September 1917 an einer Gehirnblutung.

## Werk

### Malerei

#### Themen
Eine Bildgattung, die Degas sein Leben lang begleitete, war das Porträt. Er nahm nur selten Porträtaufträge an, sondern bevorzugte als Modelle Familienmitglieder („Die Familie Bellelli“, „Das Ehepaar Morbilli“) oder Menschen aus seinem Bekanntenkreis; die Gemälde behielt er zumeist in seinem Besitz. Damit war er frei von äußeren Anforderungen. Degas’ Porträts zeichnen sich durch eine hohe psychologische Beobachtungs- und Darstellungsgabe aus. Seine Darstellungen von Familien und Paaren zeigen häufig „diskrete Brüche, in denen sich Entfremdung ankündigt“. Von wenigen Ausnahmen abgesehen sind die Porträtierten nicht vor neutralem Hintergrund, sondern in einer ihnen angemessenen Umgebung dargestellt.
In den 1860er Jahren schuf Degas fünf großformatige Historiengemälde; die Historienmalerei galt als diejenige Bildgattung, mit der ein Künstler sich die höchste Anerkennung verdienen konnte. Alle fünf Gemälde handeln von Frauen: Die Tochter Jephthas (1861–1864), Semiramis, das von ihr erbaute Babylon betrachtend (1860–1862), Mittelalterliche Kriegszene, (1861–1865), Junge Spartanerinnen fordern Jünglinge heraus (ca. 1860–1862) und Mademoiselle Eugénie Fiocre im Ballett ‚Die Quelle‘ (1866–1868). Doch der Maler erkannte, dass die Historienmalerei nicht seinen eigentlichen Zielen entsprach; die Figuren auf diesen Gemälden wirken mit ihren individuellen Gesichtszügen bereits zeitgenössisch. Schließlich gab Degas das historische Sujet auf und konzentrierte sich ganz auf Themen der Gegenwart.

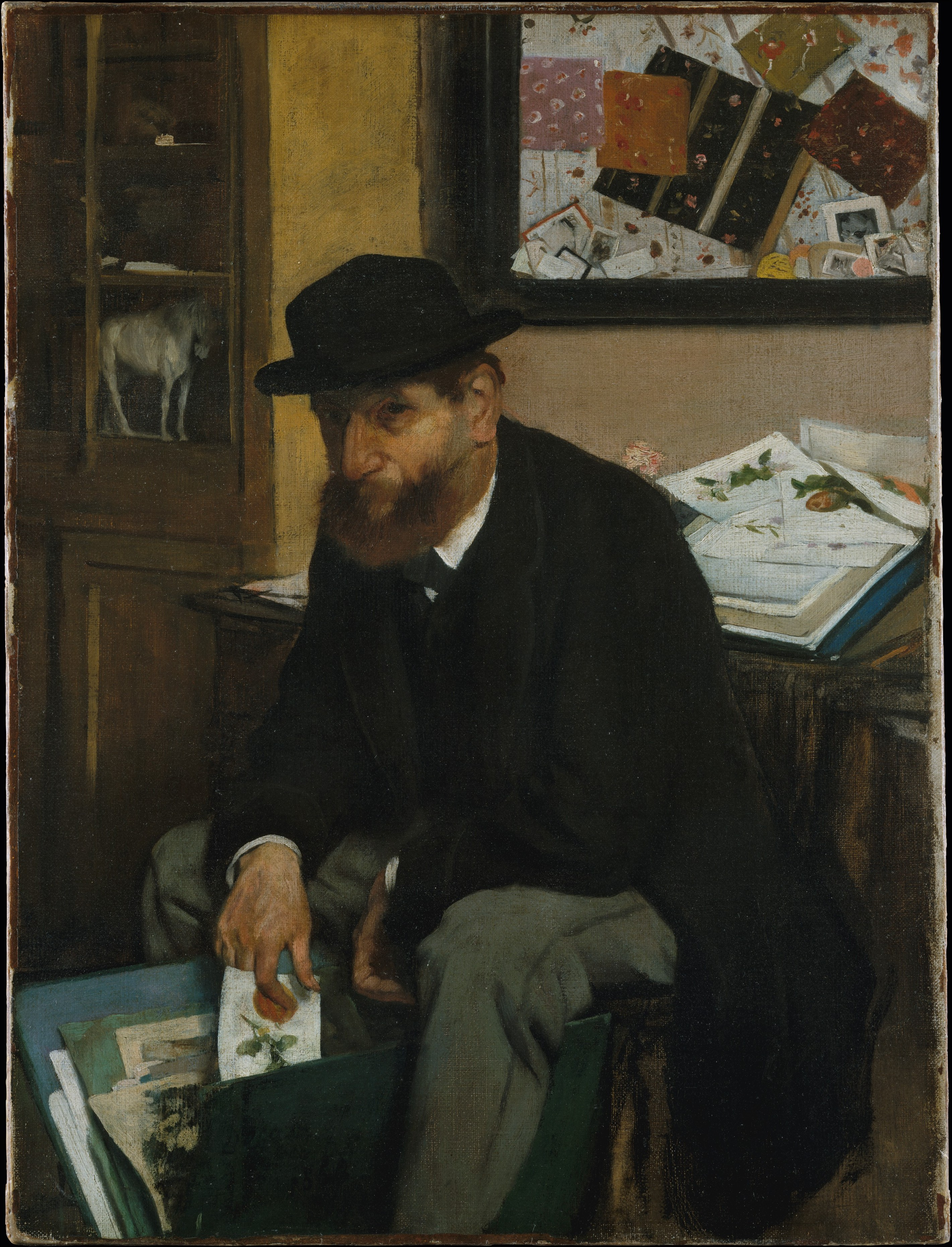
Der Kunstsammler (1866), Öl auf Leinwand, 53 × 40 cm
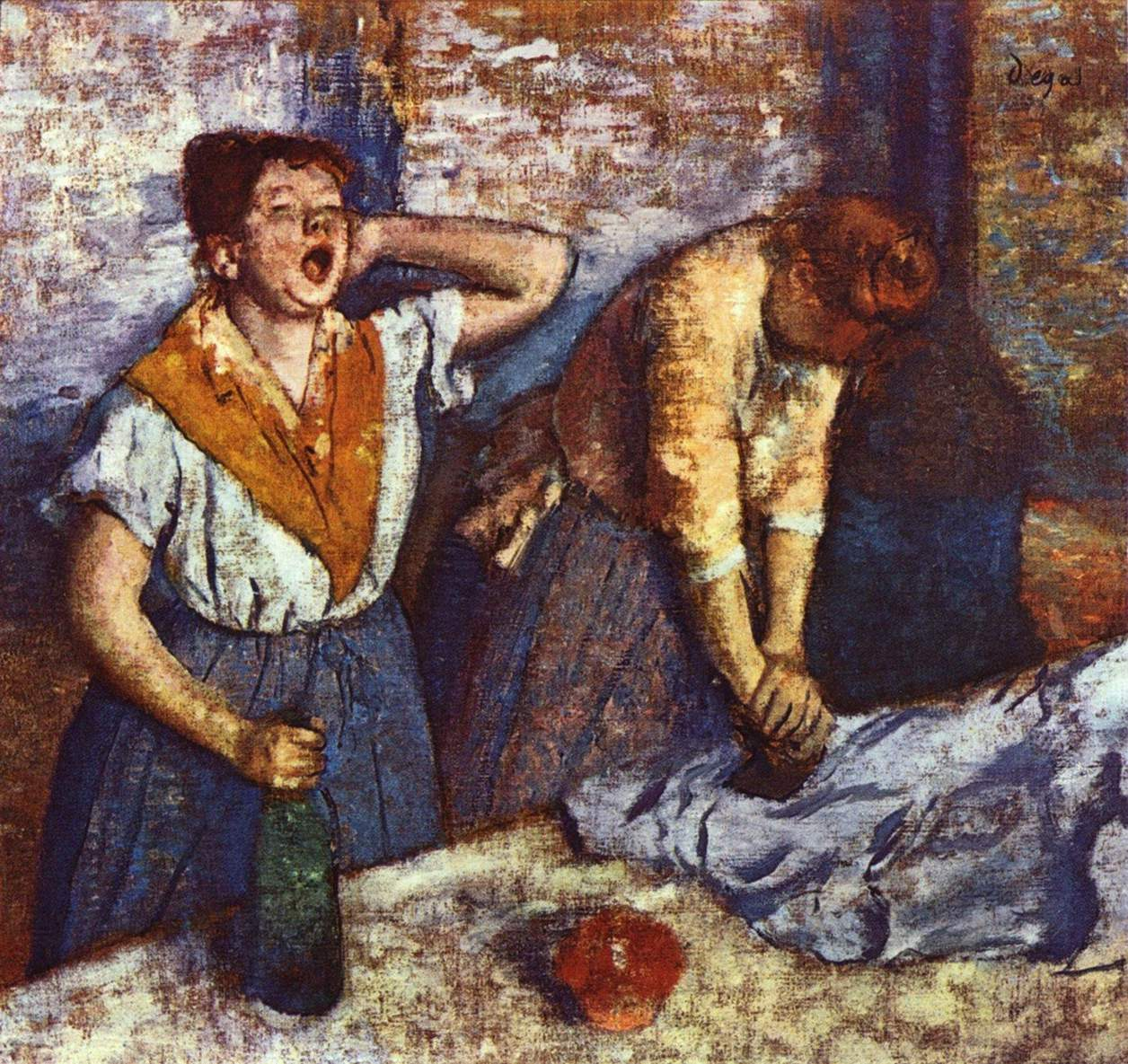
Die Büglerinnen (um 1882), Öl auf Leinwand, 78 × 81,5 cm
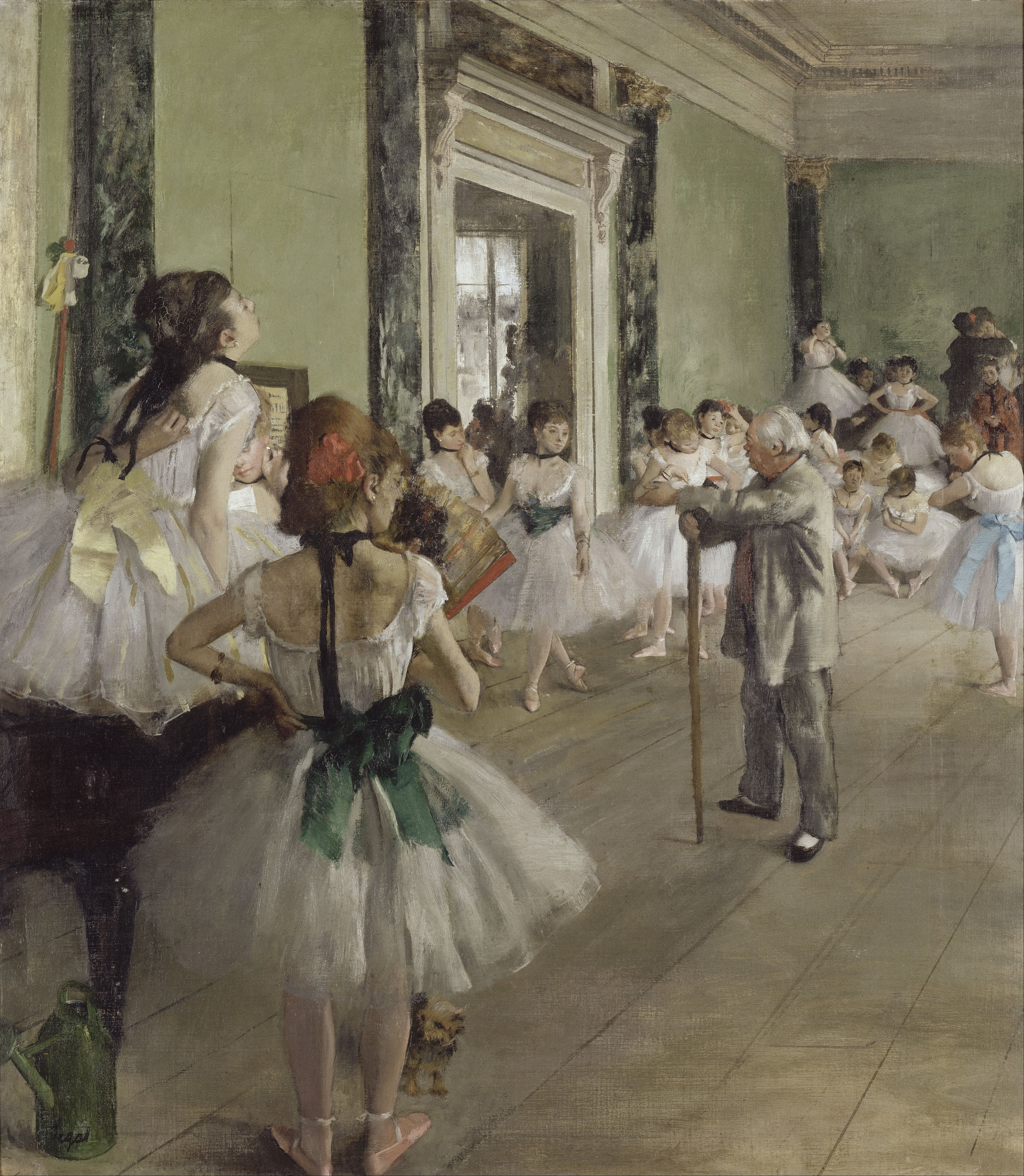
Der Tanzunterricht (um 1874), Öl auf Leinwand, 85 × 75 cm
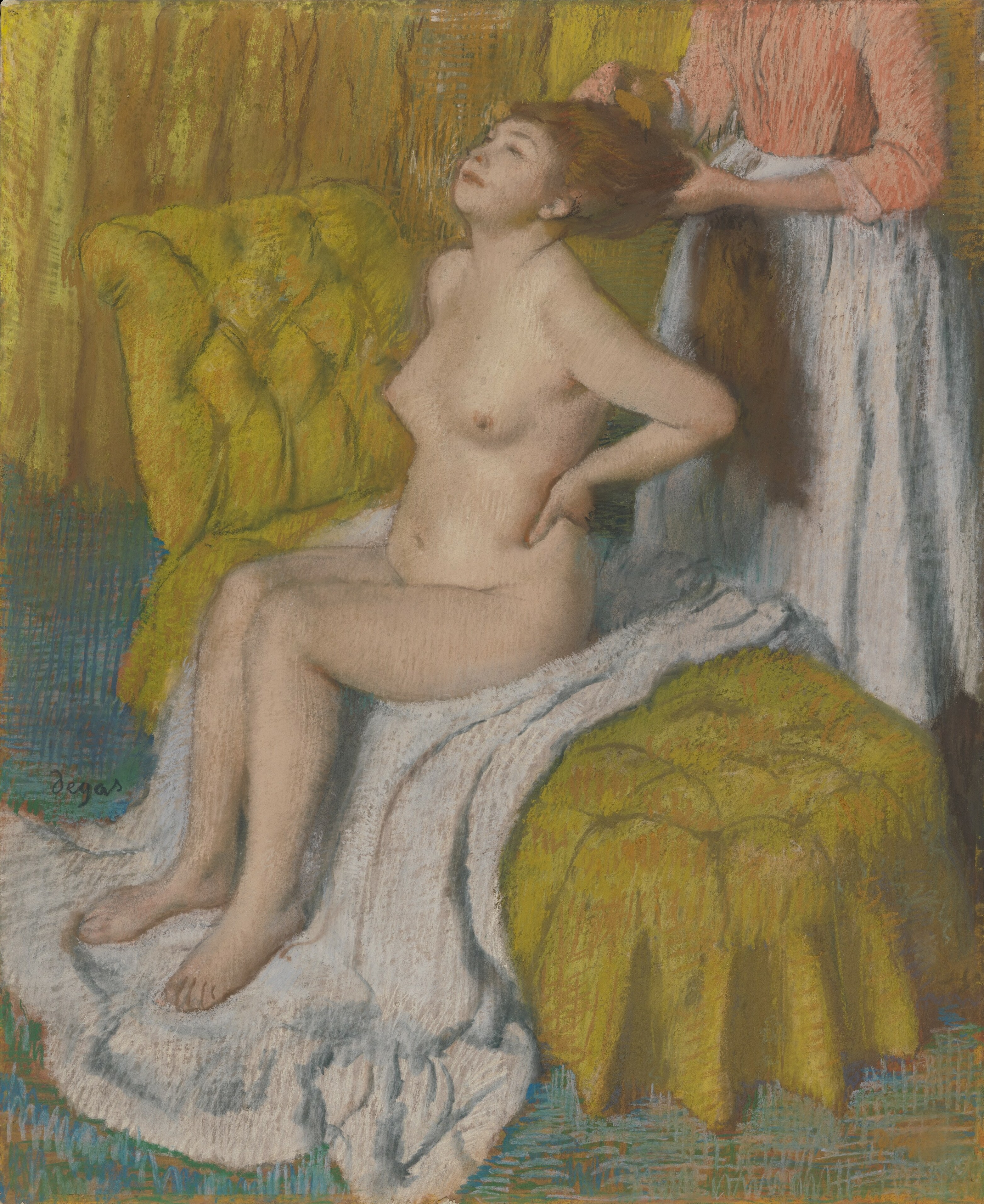
Die Toilette (um 1885), Pastell auf Papier, 74 × 60,6 cm

Seine Modelle waren ab nun die Menschen, vor allem die Frauen, des modernen, großstädtischen Paris. Einerseits waren dies die Angehörigen seiner eigenen bürgerlichen Gesellschaftsschicht und die Orte ihrer Freizeitgestaltung: Rennplatz, Museum, Theater und Konzert. Andererseits stellte er mit Vorliebe Frauen vom entgegengesetzten Ende der sozialen Stufenleiter dar: Wäscherinnen und Büglerinnen, Putzmacherinnen, Prostituierte. Dieses Interesse für die soziale Wirklichkeit veranlasst den Kunstwissenschaftler Werner Hofmann, Degas’ Werk dem Realismus zuzuordnen. Eines von Degas’ großen und auch von den Sammlern bevorzugten Themen wurde die Tänzerin. Von den weit über 200 Werken zum Thema Ballett behandelt nur etwas mehr als ein Fünftel die eigentliche Aufführung, wie z. B. „Zwei Tänzerinnen auf der Bühne“, der Rest zeigt die bei Degas fast immer namenlosen Tänzerinnen hinter den Kulissen, bei der Probe oder beim Ausruhen. Das Ballett als Motivschwerpunkt bei nahezu ausschließlichem Interesse an der Darstellung des individuellen Tanze(n)s selbst, an den einzelnen Ballettwerken und an den konkreten prominenten Tanzkünstlern findet sich erst später beim rund 30 Jahre jüngeren Ernst Oppler. Seine Serie der Modistinnen (1876–1910) wird als künstlerische Selbstreflexion interpretiert.
An zentraler Stelle in Degas’ Spätwerk steht eine Serie von Bildern, vor allem Pastellen, weiblicher Akte, die baden, sich waschen, abtrocknen, kämmen oder frisiert werden. Der Maler verzichtete darauf, ein Idealbild des weiblichen Körpers zu zeigen, wie es in der akademischen Malerei zur Konvention geworden war. Stattdessen stellte er Frauen in natürlicher Gestalt und natürlichen Posen dar. Er selbst sagte dazu: „Bis jetzt ist das Nackte immer in Posen wiedergegeben worden, die eine Zuhörerschaft voraussetzen, aber diese Weiber von mir sind ehrbare, schlichte Menschenkinder, die keine anderen Interessen haben, als die, welche in ihrem physischen Zustand begründet liegen... Es ist, als ob man durch ein Schlüsselloch guckte.“

#### Stilistische Merkmale
Degas’ frühe Porträts zeigen den klassizistischen Stil seines Vorbildes Ingres, so z. B. das Porträt René Hilaire Degas von 1857. Als der Maler sich gegen Ende der 1850er Jahre den Motiven des Großstadtlebens zuwandte, änderten sich auch seine formalen Ziele. Er suchte nun vor allem nach neuen, spannungsvollen Raumlösungen. Die Aufmerksamkeit, die er der Aufteilung der Bildfläche widmete, und die präzise Abgrenzung der Formen unterscheiden ihn von den Impressionisten, denen er häufig zugeordnet wird.

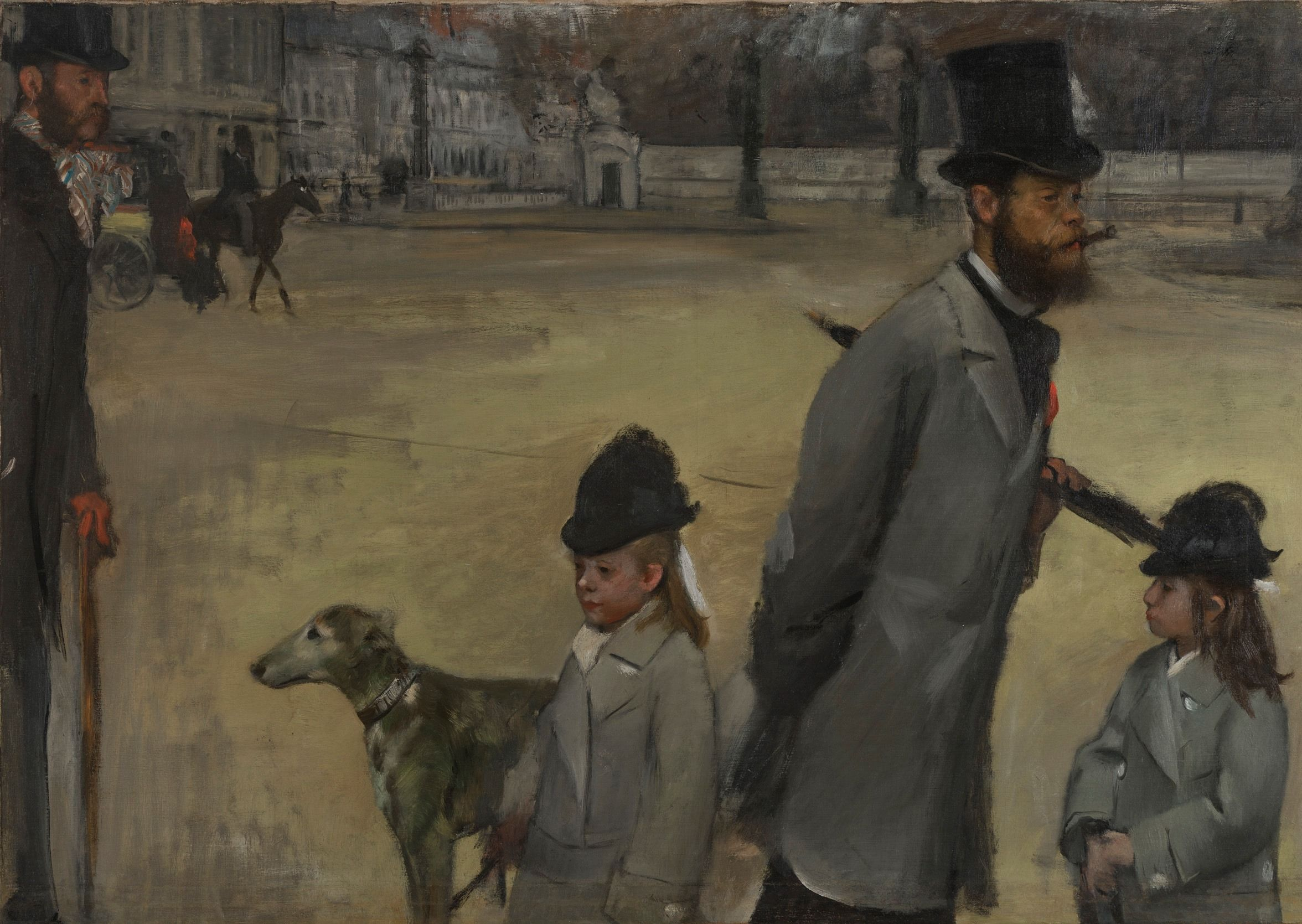
Place de la Concorde (um 1875), Öl auf Leinwand, 79 × 118 cm (Ludovic-Napoléon Lepic und seine zwei Töchter)
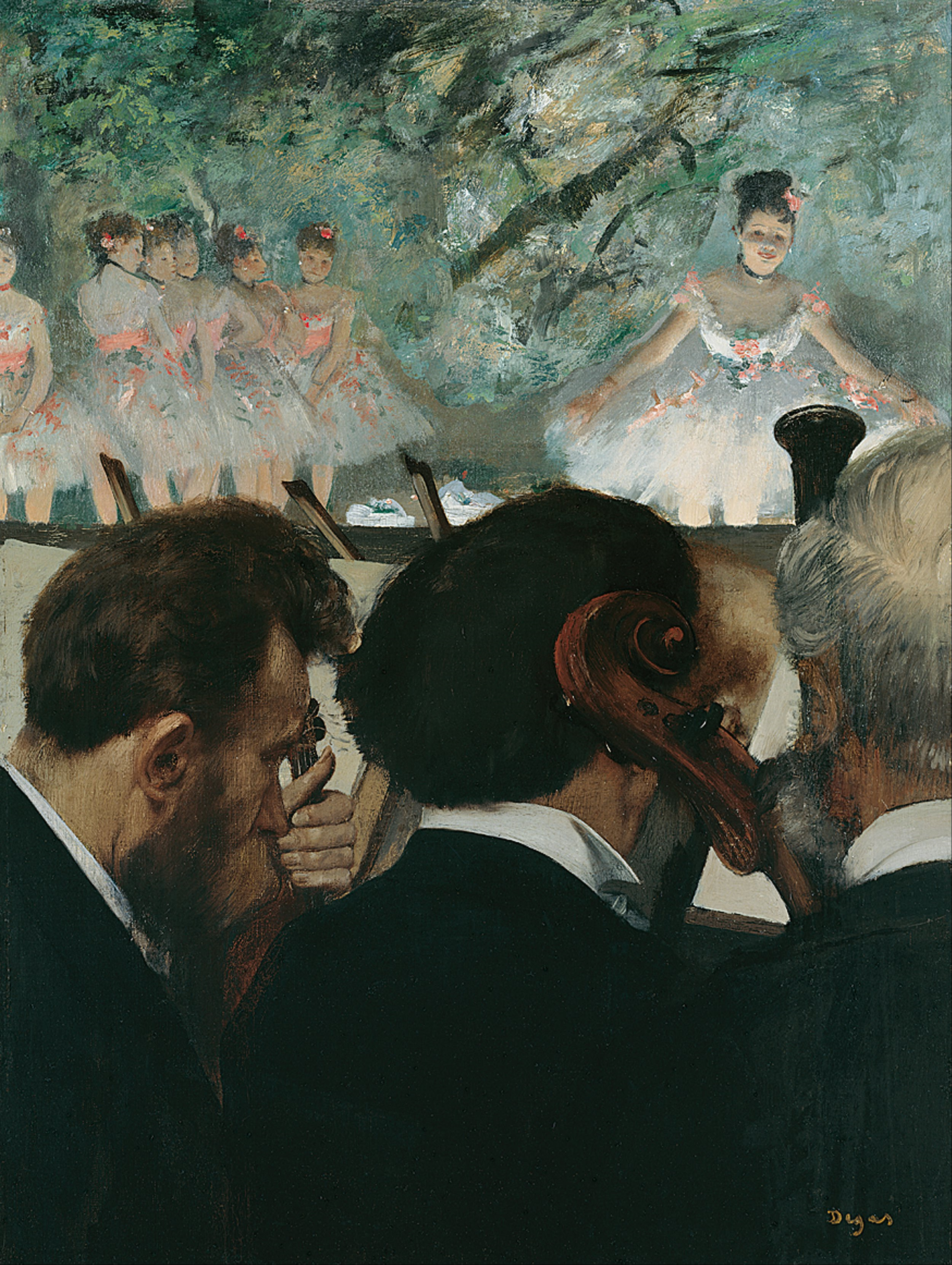
Musiker in der Oper (1872), Öl auf Leinwand, 69 × 49 cm
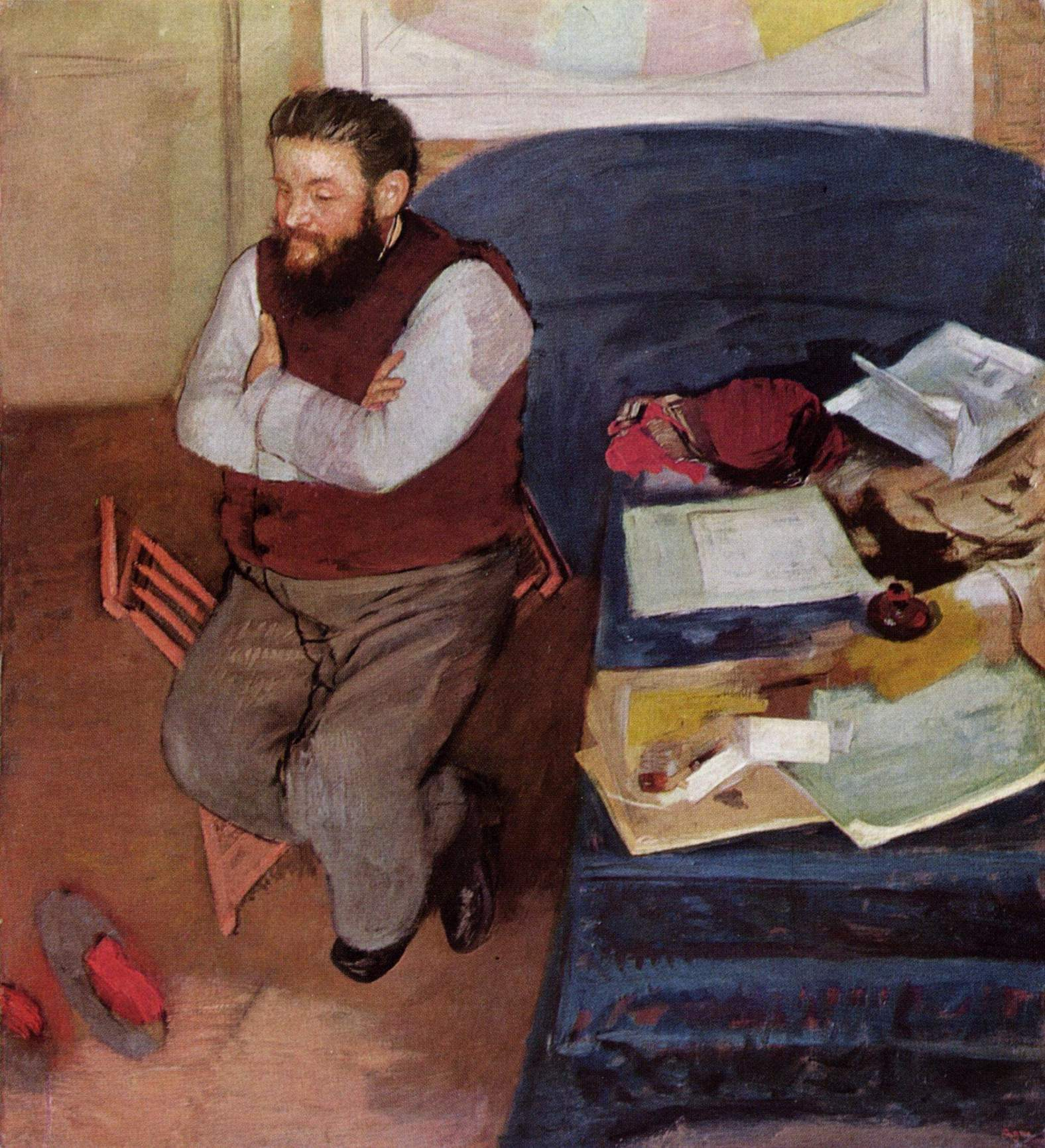
Diego Martelli (1879), Öl auf Leinwand, 110,4 × 99,8 cm
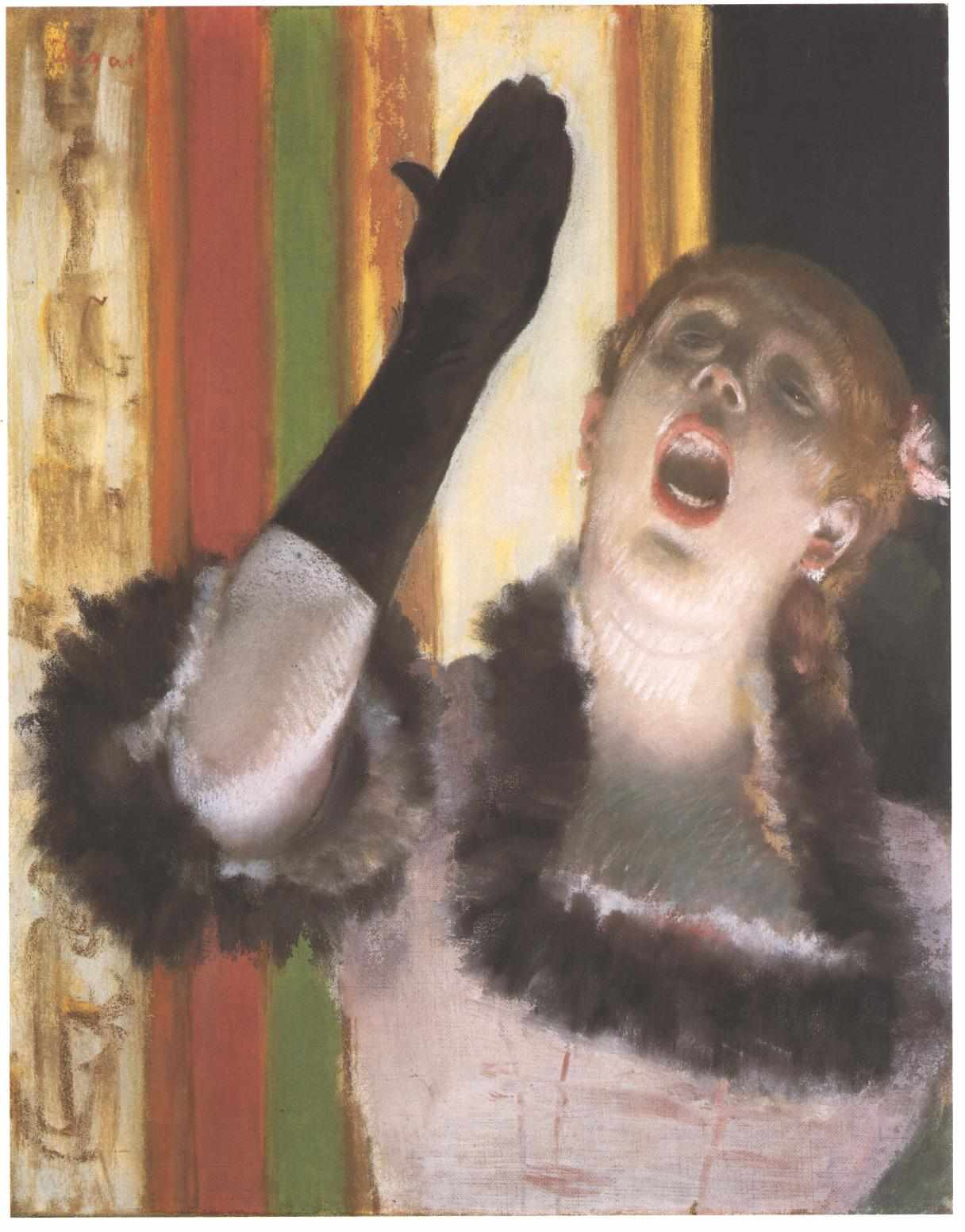
Sängerin im Cafékonzert (um 1878), Pastell auf Leinwand, 51,4 × 40 cm

Charakteristisch für Degas’ Gemälde sind nun dezentrale Kompositionen, die das eigentliche Geschehen an den Bildrand rücken. Daraus entsteht eine Spannung zwischen Fülle einer- und leerer Fläche andererseits, beispielsweise bei den Bildern Die Tanzklasse (um 1871), Place de la Concorde (um 1875) und Tänzerinnen an der Stange (1876/77). Häufig sind Figuren scheinbar willkürlich be- oder zerschnitten. Dies geschieht entweder durch den Bildrand wie bei Place de la Concorde, wo alle vier dargestellten Personen sowie der Hund nur fragmentarisch zu sehen sind, oder durch vorgesetzte Gegenstände wie bei dem Gemälde Bei der Modistin (1882), wo der Standspiegel nicht nur den Raum zerschneidet, sondern auch den Körper der Modistin zerstückelt. Beide Stilmittel verarbeiten Einflüsse der sich entwickelnden Fotografie sowie der unter europäischen Malern damals sehr populären japanischen Druckgrafik. Sie verleihen den Gemälden den Anschein von Momentaufnahmen.
Den Einfluss japanischer Kunst spiegelt auch Degas’ Tendenz zur Verflachung des Bildraums durch den Verzicht auf perspektivische Mittel. Manchmal sind Fußböden, wie bei Die grünen Tänzerinnen (1877–1879) weniger in die Tiefe als in die Fläche projiziert, sodass „[…] man meint, sie würden, den Körpern kaum mehr Halt gewährend, ins Bodenlose abgleiten.“ Eine flächige Wirkung erreichte der Maler auch dadurch, dass er den Bildvorder- und Hintergrund unter Überspringung des Mittelgrundes zusammenzog. Auf dem Gemälde Musiker in der Oper (1872) ist der Abstand zwischen den Musikern und den Tänzerinnen auf der Bühne aufgehoben. Dies führt zudem zu extrem disparaten Größenverhältnissen der dargestellten Figuren.
Degas’ Freude am Experimentieren ließen ihn nach ungewöhnlichen Blickwinkeln suchen, wie bei der steil von unten gesehenen Miss Lala im Zirkus Fernando (1879).

#### Pastellmalerei

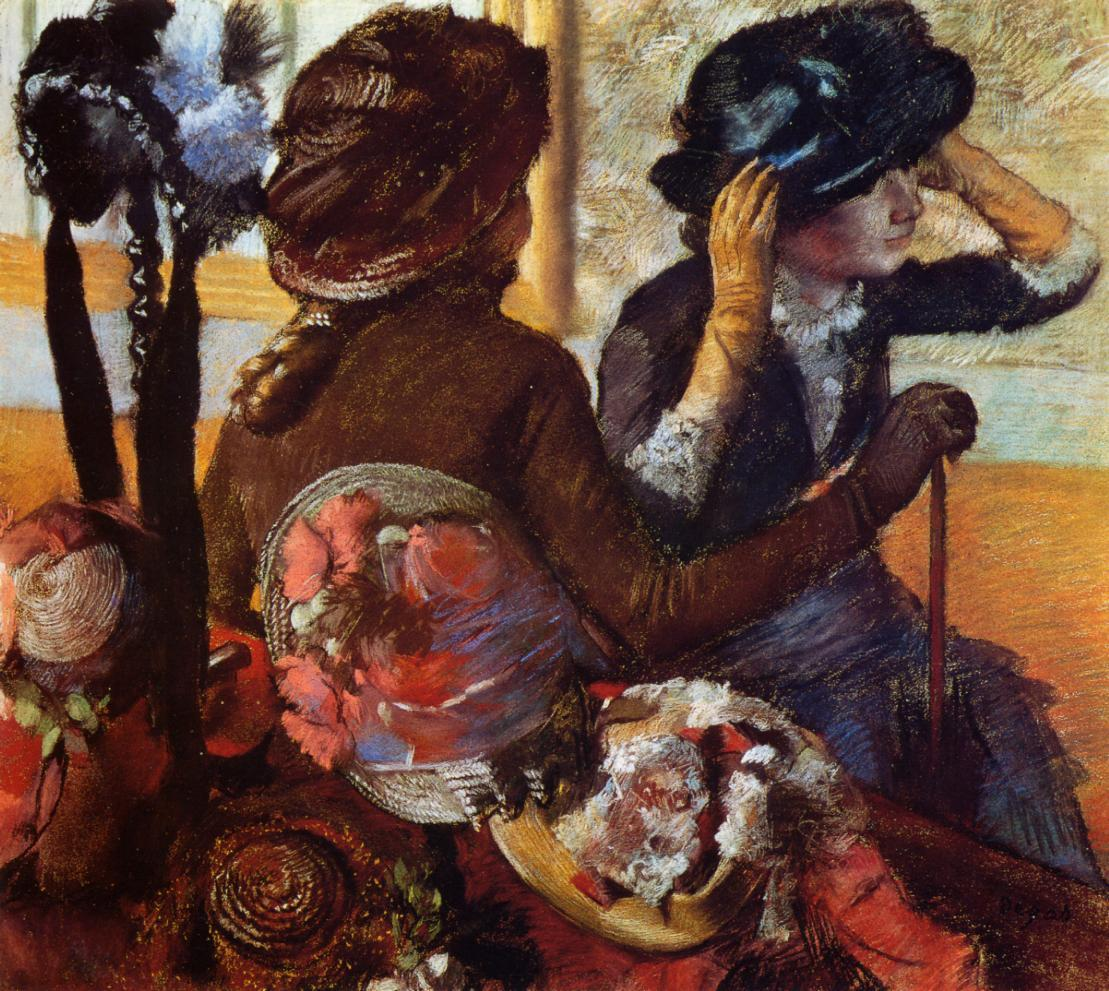
Bei der Modistin (1882), Pastell, 75,5 × 85,5 cm

Zu Beginn der 1870er Jahre entdeckte Degas die Pastellmalerei für sich und führte sie in einem über drei Jahrzehnte dauernden Schaffensprozess zur Vollendung. Seine Pastellbilder wurden von den zeitgenössischen Künstlern bewundert. Für seine malerisch ausgearbeiteten Pastelle entwickelte er eine besondere Technik. Die Bilder wurden in zahlreichen Schichten aufgebaut, wobei jede neu hinzugekommene Farblage fixiert wurde. Dazu benutzte Degas ein spezielles Fixativ, dessen Rezept er aus Rom mitgebracht hatte. Er erzielte mit seinem Verfahren eine leuchtende Farbigkeit und eine trockene Farbwirkung, die an Freskomalereien erinnerte. Degas’ Pastelle wurden zum Vorbild für viele nachfolgende Künstler.

#### Arbeitsweise
Degas lehnte die von den Impressionisten gern praktizierte Freilichtmalerei ab. Er arbeitete im Atelier mit Hilfe von Modellen oder von Zeichnungen, die er vor Ort gemacht hatte oder auch einem bereits vorhandenen Fundus entnahm. „Es hat nie eine weniger spontane Kunst gegeben als die meine“, erklärte er. „Was ich mache, ist das Resultat des Nachdenkens und des Studiums der großen Meister. Von Inspiration, Spontaneität, Temperament […] weiß ich nichts.“ In den Jahren 1895/96 beschäftigte Degas sich mit der Fotografie; aus dieser Zeit sind zwei Gemälde nachgewiesen, zu deren Vorbereitung er sich eigener Fotografien bediente. Jedoch kehrte er, da ihn das Verfahren offenbar nicht befriedigte, danach wieder zur Zeichnung zurück. Große Bedeutung maß Degas, wegen der damit verbundenen Freisetzung der Phantasie, dem Zeichnen und Malen aus dem Gedächtnis bei.
Überliefert ist die Gewohnheit des Künstlers, fertige Bilder wieder und wieder zu überarbeiten.

### Zeichnung
Degas zeichnete während seiner gesamten fünfzigjährigen Schaffenszeit, bis er gegen 1908 wegen seiner schlechten Augen diese künstlerische Disziplin aufgeben musste. Es sind zahlreiche Äußerungen überliefert, die deutlich machen, welche Bedeutung er dem Zeichnen beimaß und dass er seine Zeichnungen höher schätzte als seine Malerei.
Die Experimentierfreude des Künstlers zeigt sich in der Wahl seiner Darstellungsmittel. Er zeichnete mit Bleistift, Kreide, Kohle, Pastellstiften und verdünnter Ölfarbe auf zum Teil farbig getöntes Papier, wobei er häufig auf einem und demselben Blatt unterschiedliche Techniken kombinierte. Degas besaß eine besondere Vorliebe für farbige Zeichnungen; hierfür wurde ab Anfang der 1870er Jahre Pastellkreide sein bevorzugtes Medium. Sie erlaubte es ihm, eine lineare, zeichnerische Darstellungsweise mit malerischer Flächigkeit zu verbinden. Viele seiner Pastelle sind so stark bildhaft ausgearbeitet, dass die Abgrenzung zur Malerei verschwimmt.

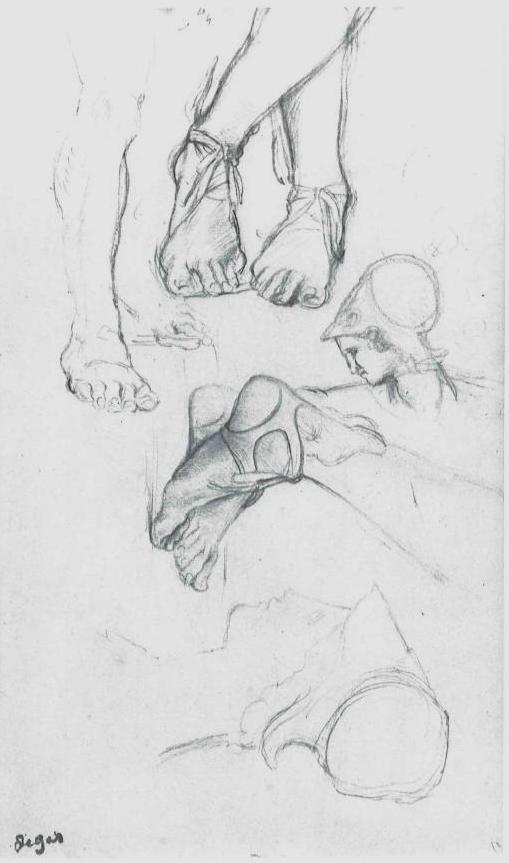
Studien nach einem antiken Kopf, Bein- und Fußstudien (1854–1855), Bleistift, 32 × 20 cm
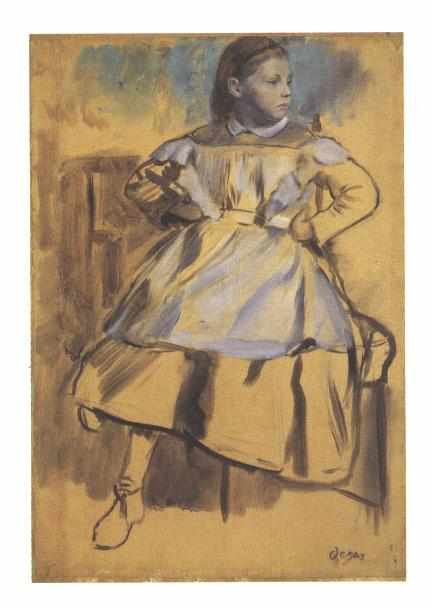
Giulia Bellelli (Studie zu Die Familie Bellelli) (1859–1860), verdünnte Ölfarbe auf Karton, 36 × 25 cm
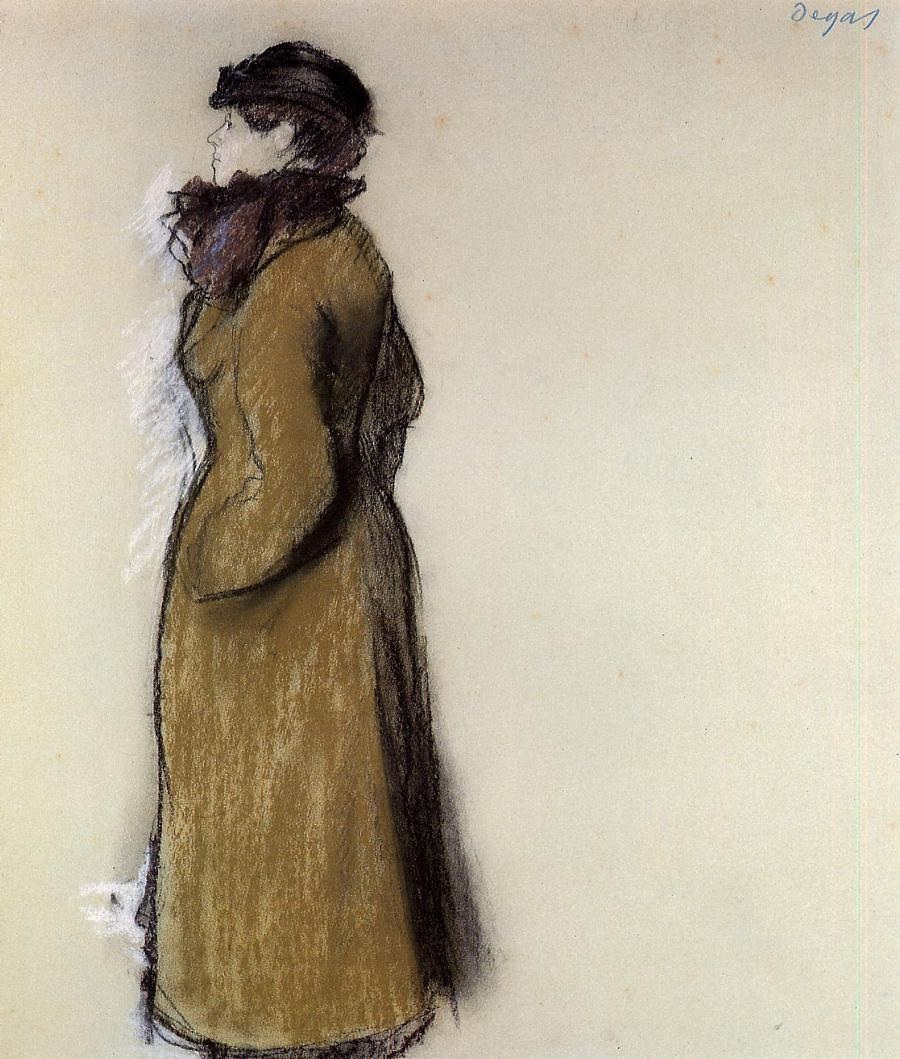
Ellen Andrée (um 1879), Pastell auf graugrünem Papier, 48,5 × 42 cm
Zwei Wäscherinnen und Pferde (um 1902), Kohle und Pastell auf Papier, 84 × 107 cm

Während seiner Studienjahre von 1853 bis zum Ende der 1850er Jahre nutzte Degas das Mittel der Zeichnung vor allem, um sich die Kenntnisse und Methoden älterer Vorbilder anzueignen. Er fertigte über 740 Nachzeichnungen, überwiegend nach Meistern der Renaissance und des Klassizismus, an. Dabei konzentrierte er sich auf figürliche Darstellungen. Sein Zeichenstil zeigt in dieser Phase eine wachsende Sicherheit und Spontaneität.
Danach diente Degas die Zeichnung einerseits zur Vorbereitung von Gemälden, andererseits fertigte er zunehmend Zeichnungen an, die als ‚Endzweck‘ gedacht waren. Ab den 1880er Jahren übertraf das zeichnerische Schaffen die Gemäldeproduktion. Das Spätwerk ist gekennzeichnet durch größere Formate (bedingt durch die nachlassende Sehkraft) sowie eine fortschreitende Vergröberung und den Verzicht auf Raumillusion.

### Druckgrafik

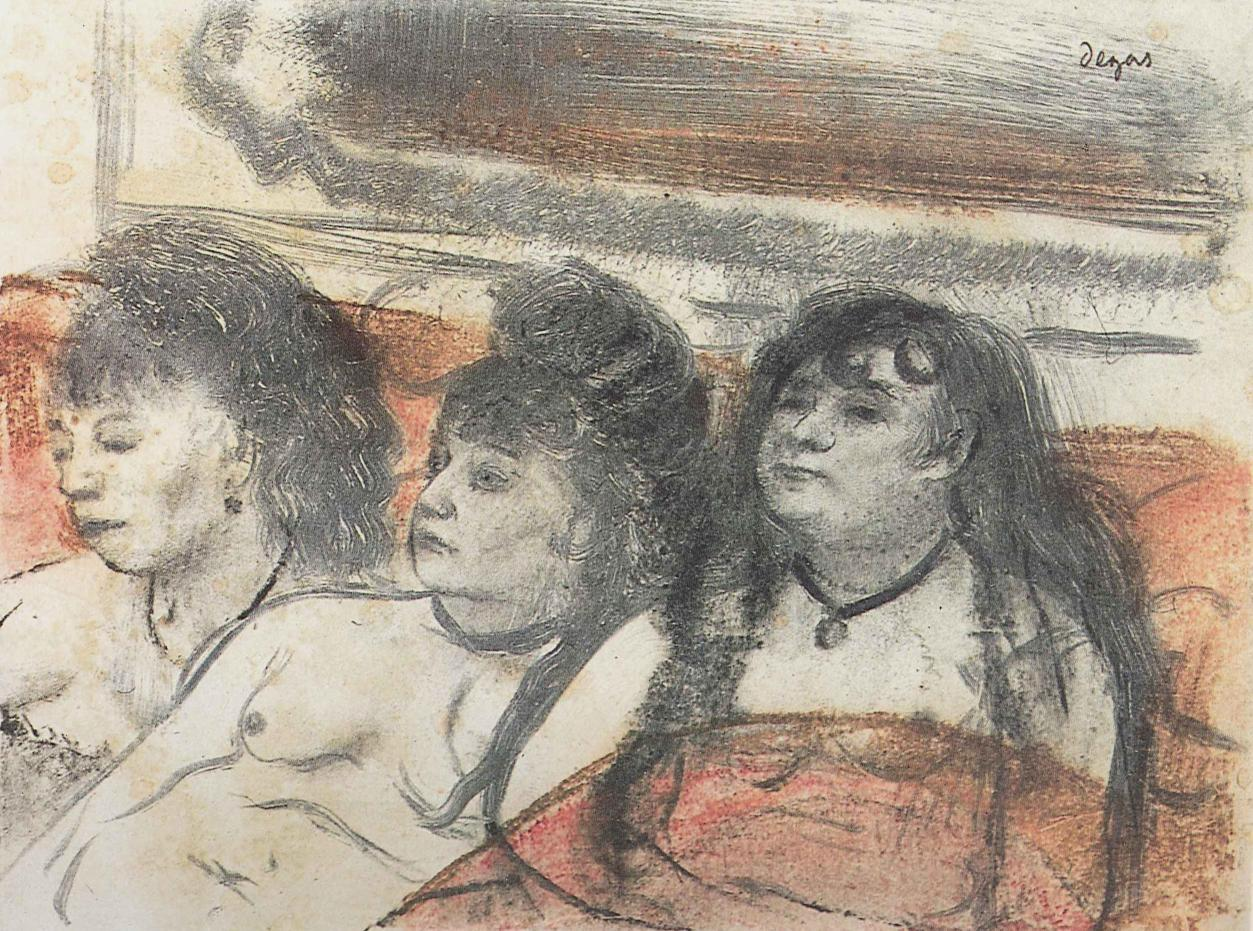
Drei Dirnen auf einem Sofa (um 1879), Pastell über Monotypie, 16 × 21,5 cm

Vor allem auf dem Gebiet der Druckgrafik zeigen sich Degas’ Experimentierfreude und sein Interesse an neuen Techniken. Er schuf zahlreiche Radierungen, wobei er sich sowohl der Kaltnadel- als auch der Ätztechnik und der Aquatinta bediente und diese Verfahren miteinander mischte. Ebenso experimentierte er mit der Lithografie. Bekannt wurde er für seine Monotypien. Mittels dieser Drucktechnik lassen sich nur ein deutlicher und allenfalls ein oder zwei schwächere Abzüge herstellen, die Degas häufig mit Pastellkreide überarbeitete. Die meist kleinformatigen Monotypien zeigen Szenen aus dem Ballett, Theater sowie dem Alltag im Bordell.

### Plastiken

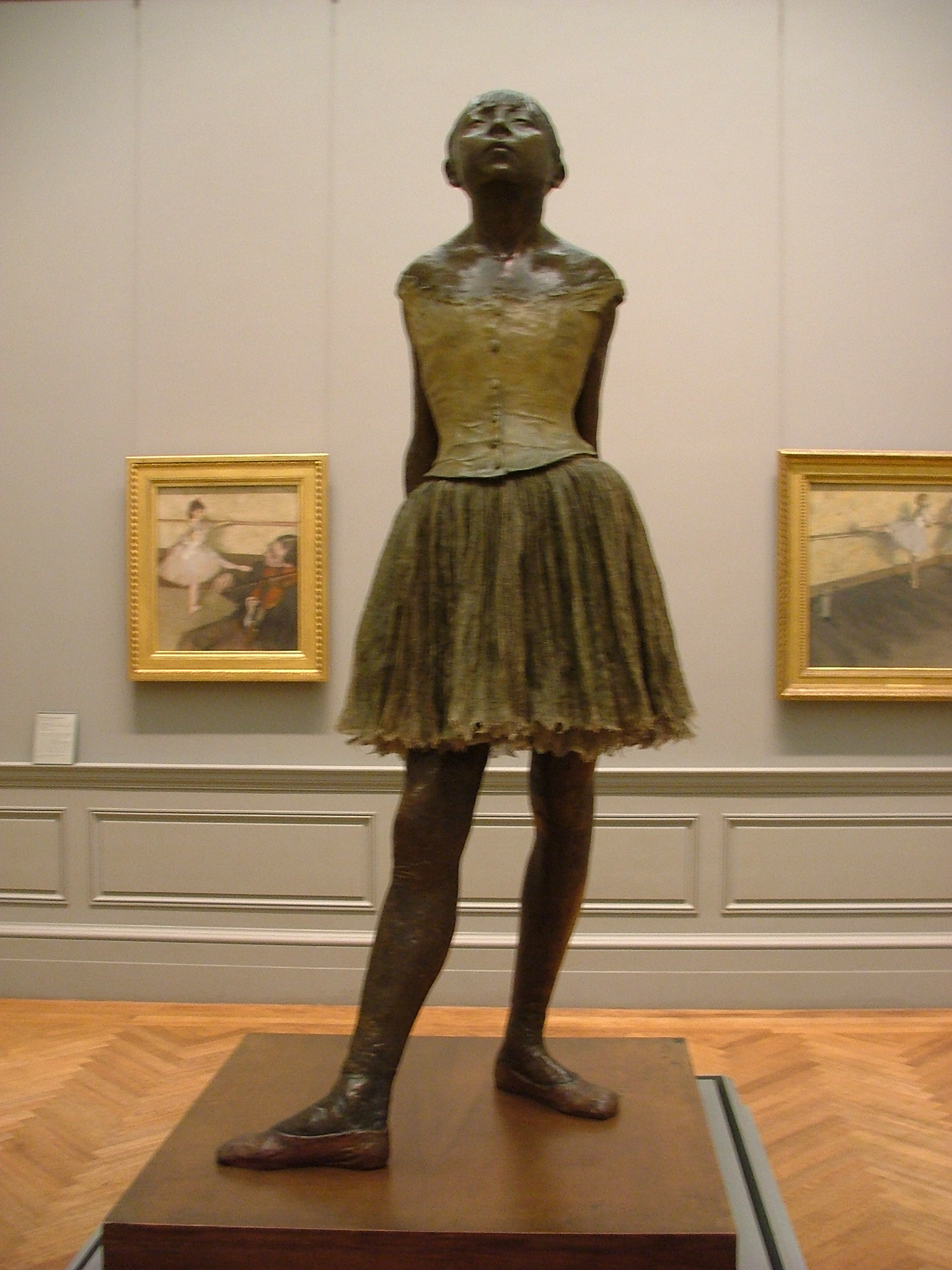
Vierzehnjährige Tänzerin, Bronzeguss von 1922 nach der Originalplastik von 1878. Bronze, teilweise bemalt, mit Tüllrock und Satinband, Höhe mit Sockel 105 cm

Nach Degas’ Tod fand man in seinem Atelier mehr als 150 Plastiken, die meisten in schlechtem Erhaltungszustand. Nur eine davon, die 1878 vollendete Vierzehnjährige Tänzerin, ist 1881 öffentlich ausgestellt worden. Die übrigen, Pferde, Tänzerinnen und Badende darstellenden werden in Degas’ spätere Lebensjahre datiert. Vermutlich konzentrierte er sich, nachdem die nachlassende Sehkraft das Malen unmöglich gemacht hatte, ganz auf dreidimensionale Arbeiten. Die frühere Auffassung, sie hätten als Modelle für Gemälde gedient, wird von den meisten Experten nicht mehr geteilt. Degas verwendete für die Plastiken unterschiedliche Materialien wie Wachs, Ton, Plastilin und Textilien. Dies und die daraus resultierende Mehrfarbigkeit waren der traditionellen Bildhauerei fremd.
Die Vierzehnjährige Tänzerin wurde von Degas 1881 auf der sechsten Impressionistenausstellung ausgestellt. Die mit einem echten Röckchen und Tanzschuhen aus Stoff, einem leinenen Mieder, einem Haarband aus Satin und Rosshaaren ausgestattete Wachsfigur mit realistischen Gesichtszügen stand außerhalb der etablierten Bildhauerkunst des 19. Jahrhunderts. Sie wurde von Kritikern unterschiedlich beurteilt. Während die einen ihre „schreckliche Wirklichkeit“ verurteilten, sie als „häßlich“ oder „kümmerlich“ empfanden, sahen andere wie der Schriftsteller Joris-Karl Huysmans darin eine zukunftsweisende Auffassung von Skulptur: „[…] alle Ideen des Publikums über Bildhauerei, über diese kalten, leblosen, weißen Erscheinungen, über diese denkwürdigen, seit Jahrhunderten wiederholten schablonenmäßigen Werke werden umgestürzt. Tatsache ist, daß Monsieur Degas die Traditionen der Bildhauerkunst umgestoßen hat […].“
Ende 1917 beschlossen die Erben von Degas, einige der Werke, die man in Degas Atelier gefunden hatte, abgießen zu lassen, entgegen dem Wunsch, den Degas zu Lebzeiten geäußert hatte, so der Kunstkritiker François Thiébault-Sisson, der sich in der Zeitschrift Le Temps vom 11. August 1931 an ein Gespräch mit Degas erinnert: „Nur zu meiner eigenen Befriedigung habe ich Tiere und Menschen in Wachs modelliert [...] niemand wird diese Experimente je sehen, niemand wird sie je diskutieren. [...] Bevor ich sterbe, werden sie alle vernichtet sein, und das wird für meinen Ruf umso besser sein.“
Paul-Albert Bartholomé, Bildhauer und langjähriger Freund von Degas, bereitete 72 der Figuren für den Guss vor, der von der renommierten Pariser Gießerei A.-A. Hébrard et Cie ausgeführt wurden. Die Qualität der Degas-Bronzen wurde streng kontrolliert und ihre Auflage war begrenzt. Von den verschiedenen 72 Modellen (Tänzerinnen und Pferdedarstellungen) wurden nur jeweils zweiundzwanzig Exemplare als Auflage gegossen. Jedes unterschiedliche Modell wurde mit einer Nummer von eins bis zweiundsiebzig versehen. Die ersten zwanzig Auflagen wurden zusätzlich mit einem Buchstaben von A–T (als „Auflagen-Nummerierung“) versehen. In den meisten Fällen wurden diese Nummern und Buchstaben in die einzelnen Bronzen eingeritzt.
Im Jahr 2004 wurde eine wenig bekannte Gruppe von 74 Gipsabgüssen vorgestellt, die den ursprünglichen Wachsskulpturen von Degas mehr oder weniger stark ähneln und die unter den von der Gießerei Airaindor (später Airaindor-Valsuani) von den Nachkommen Hébrards erworbenen Materialien entdeckt wurden. Die aus diesen Gipsen gegossenen Bronzen wurden zwischen 2004 und 2016 von Airaindor-Valsuani in Auflagen herausgegeben, die nicht einheitlich beschriftet waren und deren Größe daher unbekannt ist. Die Echtheit dieser Gipsabgüsse sowie die Umstände und das Datum ihrer Entstehung, wie sie von ihren Befürwortern behauptet werden, sind sehr umstritten.

## Degas als Sammler
Weitgehend im Verborgenen baute Degas eine bedeutende Kunstsammlung auf. In seinem Nachlass fanden sich über 1.000 Gemälde und Zeichnungen sowie 4.000 Drucke, unter anderem von Ingres, Delacroix, Daumier, aber auch von Zeitgenossen wie Édouard Manet, Paul Cézanne, Paul Gauguin und Mary Cassatt. Die Mehrzahl dieser Werke hatte Degas in den 1890er Jahren erworben. Hinzu kamen zahlreiche Gemälde, Zeichnungen und Drucke von seiner eigenen Hand.
In den beiden Jahren nach seinem Tod ließen Degas’ Erben die rund 8.000 Objekte versteigern. Zu den Käufern gehörten das Pariser Musée du Louvre sowie die National Gallery und das Victoria and Albert Museum in London.

## Rezeption
Degas stand bei den Künstlerkollegen in hohem Ansehen. So schrieb Camille Pissarro 1883 an seinen Sohn: „Sicher ist Degas der größte Künstler unserer Zeit.“ Später betonte er die Modernität von Degas, der „[…] ununterbrochen vorstößt und in allem, was uns umgibt, Eigenartiges findet.“ In seiner Nachfolge standen vor allem Henri de Toulouse-Lautrec und der mit ihm befreundete Walter Sickert. Auch spätere Künstler, darunter Pablo Picasso, fanden bei Degas Anregungen.
Früh fand sein Werk auch das Interesse der Sammler, darunter der Maler und Sammler Gustave Caillebotte sowie die mit Degas persönlich bekannte amerikanische Sammlerin Louisine W. Havemeyer. Mit dem Baumwollkontor kaufte das Museum in Pau 1878 als erstes Museum ein Werk von Degas an. Ab den 1880er Jahren verzeichneten seine Bilder einen Wertanstieg, „[…] der an Börsenspekulationen erinnerte.“ So ersteigerte Mrs. Havemeyer 1912 das Gemälde Tänzerinnen an der Stange von 1877 für 435.000 Francs. (Zum Vergleich: Im selben Jahr wurde Degas der Kauf eines Pariser Stadthauses für 300.000 Francs angeboten.) Mit dem Nachlass von Caillebotte übernahm 1896 das Pariser Musée du Luxembourg eine Reihe von Degas’ Pastellen (heute im Musée d’Orsay). Nach dem Tod von Louisine W. Havemeyer gelangte nach 1929 eine große Anzahl seiner Gemälde im Rahmen einer Stiftung in das New Yorker Metropolitan Museum of Art.
2008 erzielte eine ebenfalls Tänzerinnen an der Stange genannte Papierarbeit in Mischtechnik bei Christie’s, London mehr als 17 Millionen Euro. Der Bronzeabguss von Degas’ Petite danseuse de 14 ans („Kleine vierzehnjährige Tänzerin“) aus dem Jahr 1922 (Original um 1880) ging im Februar 2009 über das Londoner Auktionshaus Sotheby’s für 13,26 Millionen Pfund (14,4 Millionen Euro) an einen asiatischen Sammler.
Bedeutende Degas-Sammlungen befinden sich im Musée d’Orsay, Paris, und im Metropolitan Museum of Art, New York.

## Eponyme
- 1979 wurde ein Merkurkrater nach ihm benannt.[45]
- 1986 wurde das Bildbearbeitungsprogramm DEGAS nach ihm benannt.[46]
- 1996 wurde der Asteroid (6673) Degas nach ihm benannt.[47]
- 1997 wurde eine Rosensorte Edgar Degas benannt.

## Ausstellungen
- Degas: Klassik und Experiment, Kunsthalle Karlsruhe, Karlsruhe. Katalog.
- 2016/17: Degas & Rodin. Giganten der Moderne, Von der Heydt-Museum, Wuppertal

## Film
- David Thompson und Ann Turner: The unquiet spirit of Edgar Degas. Dokumentation 65 Min., Arthaus Musik, 2008, ISBN 978-3-939873-11-2.
- Nelson Castro: Degas. 21Min. Frankreich 2013[48]